# Виранк, Ришар
Риша́р Вира́нк (фр. Richard Virenque, род. 19 ноября 1969 года в Касабланка, Марокко) — французский профессиональный шоссейный велогонщик. Семикратный лучший горный восходитель Тур де Франс. Был замешан в громком допинговом скандале 1998 года.

## Достижения
1991
2-й Trophée des Grimpeurs
1992
2-й Trophée des Grimpeurs
Тур де Франс
 Лидер в Генеральной классификации после этапа 2
 Лидер в Очковой классификации после этапов 2-4
1993
2-й Тур Лимузена — Генеральная классификация
1-й - Этап 1
5-й Критериум Дофине — Генеральная классификация
1994
1-й Trophée des Grimpeurs
1-й Circuit de l'Aulne
2-й Рут-дю-Сюд — Генеральная классификация
1-й - Этап 2
2-й Гран-при Уэс Франс де Плуэ
2-й Велошоссейный кубок Франции
3-й  Чемпионат мира — Групповая гонка
5-й Классика Альп
5-й Тур де Франс — Генеральная классификация
1-й  — Горная классификация
1-й - Этап 12
6-й Критериум Дофине — Генеральная классификация
9-й Амстел Голд Рейс
1995
1-й Полинорманд
2-й Grand Prix du Midi Libre — Генеральная классификация
2-й Велошоссейный кубок Франции
3-й Классика Альп
3-й Trophée des Grimpeurs
4-й Критериум Дофине — Генеральная классификация
1-й - Этапы 4 и 6
5-й Вуэльта Испании — Генеральная классификация
6-й Чемпионат Франции — Групповая гонка
9-й Тур де Франс — Генеральная классификация
1-й  — Горная классификация
1-й - Этап 15
1996
1-й Джиро дель Пьемонте
3-й Тур де Франс — Генеральная классификация
1-й  — Горная классификация
1-й  — Самый агрессивный гонщик
3-й Критериум Дофине — Генеральная классификация
1-й - Этап 4
3-й Grand Prix du Midi Libre — Генеральная классификация
3-й Кубок Плаччи
4-й Классика Сан-Себастьяна
4-й Классика Альп
5-й Олимпийские игры — Групповая гонка
5-й Чемпионат мира — Групповая гонка
7-й Мировой шоссейный рейтинг UCI
7-й Джиро ди Ломбардия
8-й Льеж — Бастонь — Льеж
1997
1-й Гран-при Марсельезы
1-й Полинорманд
1-й — Этап 2b (КГ) Тур Средиземноморья
2-й Тур де Франс — Генеральная классификация
1-й  — Горная классификация
1-й  — Самый агрессивный гонщик
1-й - Этап 14
2-й Тур дю От-Вар
3-й Велошоссейный кубок Франции
5-й Чемпионат Цюриха
7-й Гран-при Наций
9-й Классика Сан-Себастьяна
10-й Флеш Валонь
1998
2-й Гран-при Марсельезы
3-й Тур Средиземноморья — Генеральная классификация
1-й - Этап 4 (КГ)
3-й Чемпионат Франции — Групповая гонка
3-й Grand Prix du Midi Libre — Генеральная классификация
6-й Критериум Дофине — Генеральная классификация
1-й — Этап 6
10-й Классика Альп
1999
1-й — Этап 13  Джиро д’Италия
8-й Тур де Франс — Генеральная классификация
1-й  — Горная классификация
9-й Классика Примавера
2000
6-й Тур де Франс — Генеральная классификация
1-й — Этап 16
6-й Тур Швейцарии — Генеральная классификация
2001
1-й Париж — Тур
4-й Джиро ди Ломбардия
2002
1-й — Этап 14 Тур де Франс
2-й Тур де Л’Эн — Генеральная классификация
3-й Джиро делла Провинча ди Лукка — Генеральная классификация
9-й Критериум Дофине — Генеральная классификация
2003
Тур де Франс
1-й  — Горная классификация
1-й — Этап 7
 Лидер в Генеральной классификации после этапа 7
2-й Чемпионат Франции — Групповая гонка
2004
Тур де Франс
1-й  — Горная классификация
1-й  — Самый агрессивный гонщик
1-й — Этап 10

### Гранд-туры
| Гонка           | 1992 | 1993 | 1994 | 1995 | 1996 | 1997 | 1998 | 1999 | 2000 | 2001 | 2002 | 2003 | 2004 |
| --------------- | ---- | ---- | ---- | ---- | ---- | ---- | ---- | ---- | ---- | ---- | ---- | ---- | ---- |
| Джиро д'Италия  | —    | —    | —    | —    | —    | —    | —    | 14   | —    | —    | —    | —    | —    |
| Тур де Франс    | 25   | 19   | 5    | 9    | 3    | 2    | ДФ   | 8    | 6    | —    | 16   | 16   | 15   |
| Вуэльта Испании | —    | —    | —    | 5    | —    | —    | 11   | —    | 16   | 24   | —    | —    | —    |

| —  | Не участвовал     |
| ДФ | Дисквалифицирован |